# الحزب الشيوعي الكندي (الماركسي اللينيني)
الحزب الشيوعي الكندي (الماركسي اللينيني) (بالإنجليزية: Communist Party of Canada (Marxist–Leninist)) هو حزب سياسي كندي فيدرالي أسسه هارديال بينز في عام 1970. سُجل هذا الحزب لدى هيئة الانتخابات الكندية باسم الحزب الماركسي اللينيني الكندي منذ عام 1974 لأن استخدام اسم الحزب الشيوعي كانت ممنوعة في الانتخابات الكندية لتفادي حدوث الالتباس لدى المصوتين. نما الحزب منفصلًا ومستقلًا عن الحزب الشيوعي الكندي، فقد نشأ بين الطلاب والمفكرين الكنديين خلال ستينات القرن العشرين. وبعد فترة اصطفاف خلف الماوية والصين، اتبع الحزب الشيوعي الكندي (الماركسي اللينيني) طريقًا مؤيدًا للألبان حتى مطلع تسعينات القرن العشرين.
خلال معظم تاريخ الحزب الشيوعي الكندي (الماركسي اللينيني) كان زعيم الحزب هو مؤسسه هارديال بينز. وبعد وفاته، أصبحت أرملته ساندرا سميث الأمينة الأولى. وقد أدرجت هيئة الانتخابات الكندية آنا ديكارلو رئيسة لهذه المنظمة المسجلة في الانتخابات. لم يفز أي مرشح عن الحزب في الانتخابات. ومنذ سبعينات القرن العشرين، أصبح للحزب حضور أكبر في الحملات الانتخابية مقارنة بالحزب الشيوعي الكندي. وقد بلغ أكبر عدد لمرشحيه 177 مرشحًا في عام 1980، متنافسًا على 63 في المائة من الدوائر الانتخابية.
لدى الحزب موقع إخباري إلكتروني، وعادة ما يترشح عنه 70 مرشحًا في الانتخابات الفيدرالية. يرى الحزب الشيوعي الكندي (الماركسي اللينيني) أن هدفه المباشر هو «منح السيادة للشعب لكي يتمكن من التحكم في حياته» أو «تنظيم الكنديين لتمكين أنفسهم». وشعار الحزب هو «لا تكمن القضية في التلويح بالأعلام الحمراء، وإنما بإظهار ألواننا من خلال أفعالنا».

## المنشأ
تطور الحزب الشيوعي الكندي (الماركسي اللينيني) بسبب انتشار التقدمية لدى المنظمات الطلابية في ستينات القرن العشرين. وقد أسس في المقام الأول نتيجة لجهود الناشط والطالب الهندي الكندي هارديال بينز، الذي أصبح مؤسس الحزب وزعيمه حتى وفاته في عام 1997. لم يؤسس الحزب الشيوعي الكندي (الماركسي اللينيني) إثر انقسام الحزب الشيوعي الكندي. فقد ظهر الحزب في فترة ازدهر فيها النشاط الطلابي والشبابي. وفي ذلك الوقت، كان الحزب الشيوعي الكندي لا يزال يكافح من أجل كسر العزلة التي واجهها خلال الحرب الباردة، ومن الانقسام الكبير في الحركة الشيوعية العالمية بين جمهورية الصين الشعبية والاتحاد السوفييتي الذي دعمه الحزب الشيوعي الكندي تقليديًا.

### هارديال بينز والانقسام الصيني السوفييتي
جاء بينز من مقاطعة هوشيربور في بنجاب، الهند. كان أفراد عائلته أعضاء أو مؤيدين للحزب الشيوعي الهندي، وقد انضم إلى جناح الحزب للشباب.[بحاجة لمصدر] كان الحزب الشيوعي الهندي الذي عرفه باينز في مراهقته حزبًا جماهيريًا ومتشددًا. وبعمل الحزب الشيوعي الهندي سريًا لجزء من خمسينات القرن العشرين، فقد استرد شرعيته في الوقت المناسب للانتخابات العامة عام 1957، إذ ظهر كأكبر حزب معارض في البلاد وشكل حكومة البلاد في كيرلا. لكن بحلول هذا الوقت، كان بينز الشاب قد اعتزل الحزب الشيوعي الهندي على ما يبدو، احتجاجًا على قبوله انتقادات نيكيتا خروتشوف لجوزيف ستالين. ووفقًا للسيرة الذاتية الرسمية لدى الحزب الشيوعي الكندي (الماركسي اللينيني)، فقد هاجر بينز إلى كندا من الهند بعد عامين من ذلك، وتحديدًا في عام 1959، حين كان في التاسعة عشرة من عمره. وفي فانكوفر، بدأ دراساته العليا في جامعة كولومبيا البريطانية منذ 1960 وحتى 1965 في علم الجراثيم.
خلال هذه الفترة، مرت الحركة الشيوعية العالمية بأزمة داخلية كبيرة واضطراب إثر الانقسام الصيني السوفييتي. ومنذ عام 1960 فصاعدًا، تبادلت الدولتان الخلافات حول الاستراتيجية الثورية. وفي عام 1962، اندلعت الحرب الصينية الهندية، وقمع الحزب الشيوعي الهندي مرة أخرى من قبل الحكومة الهندية. وبسبب اختلافات في الموقف من الحرب، انقسم الحزب الشيوعي الهندي وانضم والدا هارديال للحزب الشيوعي الهندي المؤيد للصين (الماركسي).
كان الانقسام الصيني السوفييتي في كندا أقل حدة في إثارة الخلاف مقارنة بإحباطه معنويات الشيوعيين. ففي الخمسة عشر عامًا التالية، خسر الحزب الشيوعي الكندي كل مكاسبه المحدودة في البرلمان تحت ضغوط الحرب الباردة، وسجن النائب الشيوعي فريد روز بتهمة التحريض. أدت معاداة الشيوعية في الحركة العمالية إلى طرد جميع النقابات التي يقودها شيوعيون من بيت العمل، وعومل الشيوعيون بشكل عام كخونة. وعقب إفشاء الزعيم الشيوعي نيكيتا خروتشوف لجرائم جوزيف ستالين في عام 1965 في «حول عبادة الأشخاص ونتائجها»، عانى الحزب الشيوعي الكندي من الكثير من الاستقالات، وانهارت منظمته الشبابية، الاتحاد الوطني لشباب العمال، بعد وقت قصير من ذلك. وبحلول الوقت الذي اعترف فيه بالحزب الشيوعي الكندي تحت اسم رابطة الشباب الاشتراكي في خمسينات القرن العشرين، كان الحزب قد خسر الكثير من حضوره السابق في حرم الجامعات – بما في ذلك جامعة كولومبيا البريطانية.